# Cmentarz wojenny nr 84 – Bednarka
Cmentarz wojenny nr 84 – Bednarka – cmentarz z I wojny światowej znajdujący się we wsi Bednarka w powiecie gorlickim, w gminie Lipinki, zaprojektowany przez Hansa Mayra. Jeden z ponad 400 zachodniogalicyjskich cmentarzy wojennych zbudowanych przez Oddział Grobów Wojennych C. i K. Komendantury Wojskowej w Krakowie.

## Opis
Obiekt znajduje się na terenie cmentarza wiejskiego jako wydzielona kwatera, położona w jego najwyższej części. Na planie prostokąta zajmuje powierzchnię około 122 m², otoczony ogrodzeniem ze słupków betonowych połączonych podwójnymi rurami gazowymi. Cmentarz został wyremontowany w okresie międzywojennym, kiedy to nadano mu obecny wygląd, oraz w okresie powojennym. Zachowały się nagrobki z oryginalnymi tablicami emaliowanymi i nazwiskami części z pochowanych. Nie zachował się wysoki drewniany krzyż centralny.
Na cmentarzu w 7 mogiłach zbiorowych oraz w 4 grobach pojedynczych pochowano 27 żołnierzy poległych w maju 1915 roku:
- 14 Rosjan,
- 13 Niemców m.in. z 46 Pruskiego PP, 22 rezerwowego pruskiego PP, 3 Bawarski Pułk Piechoty im. Księcia Bawarii Karola i 13 Bawarski Pułk Piechoty im. Cesarza Austrii Franciszka Józefa I.

## Galeria

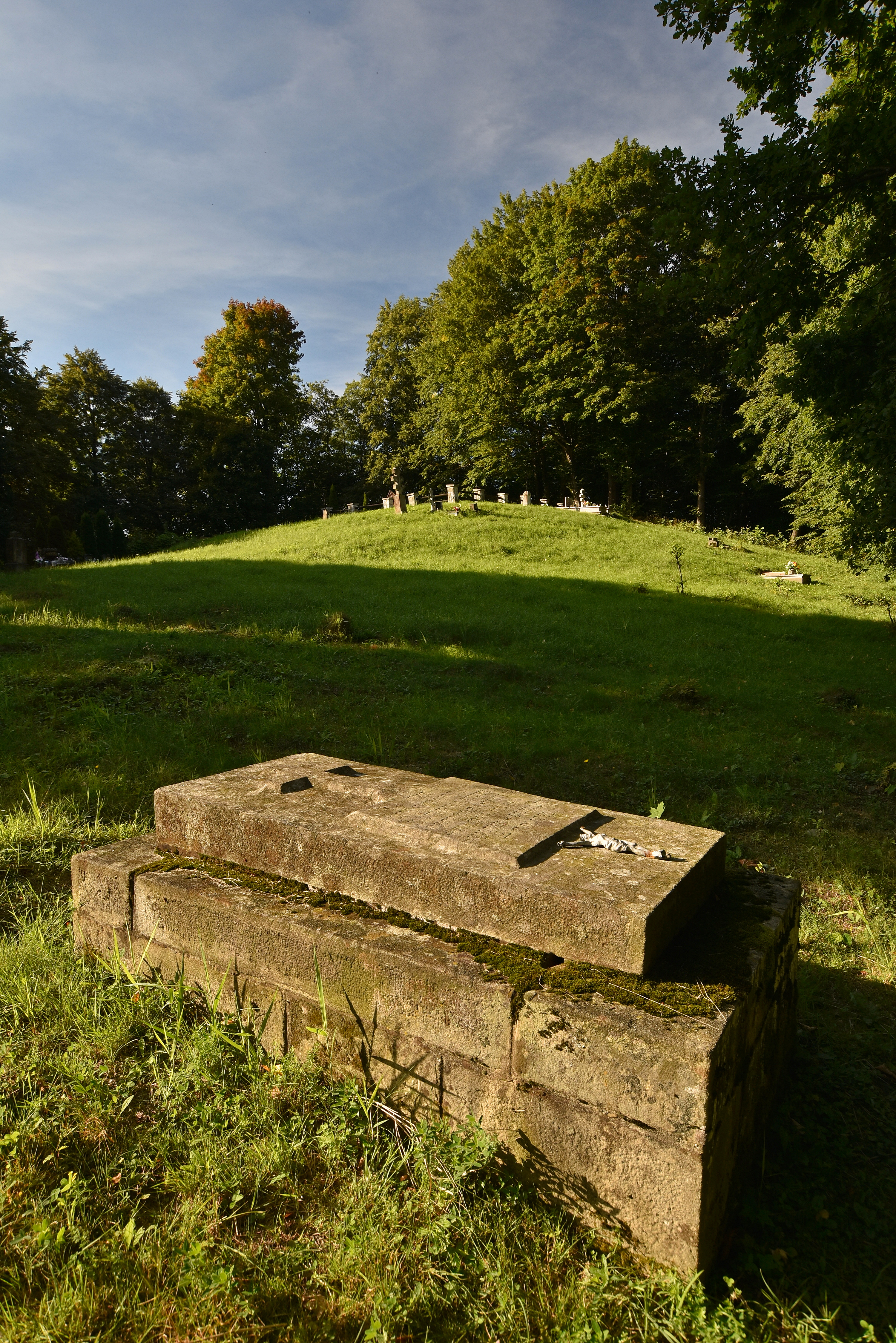
Widok ogólny
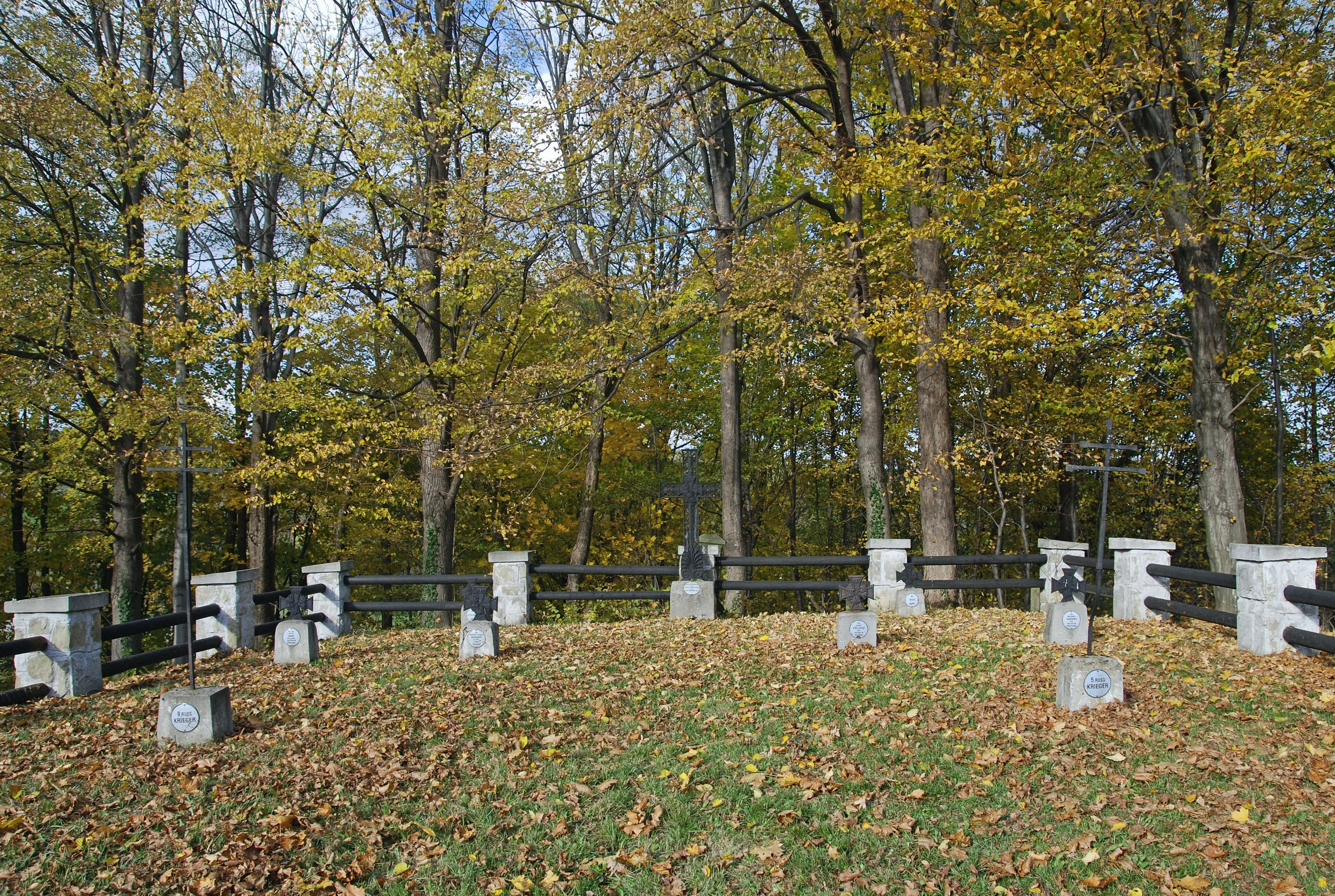
Fragment cmentarza
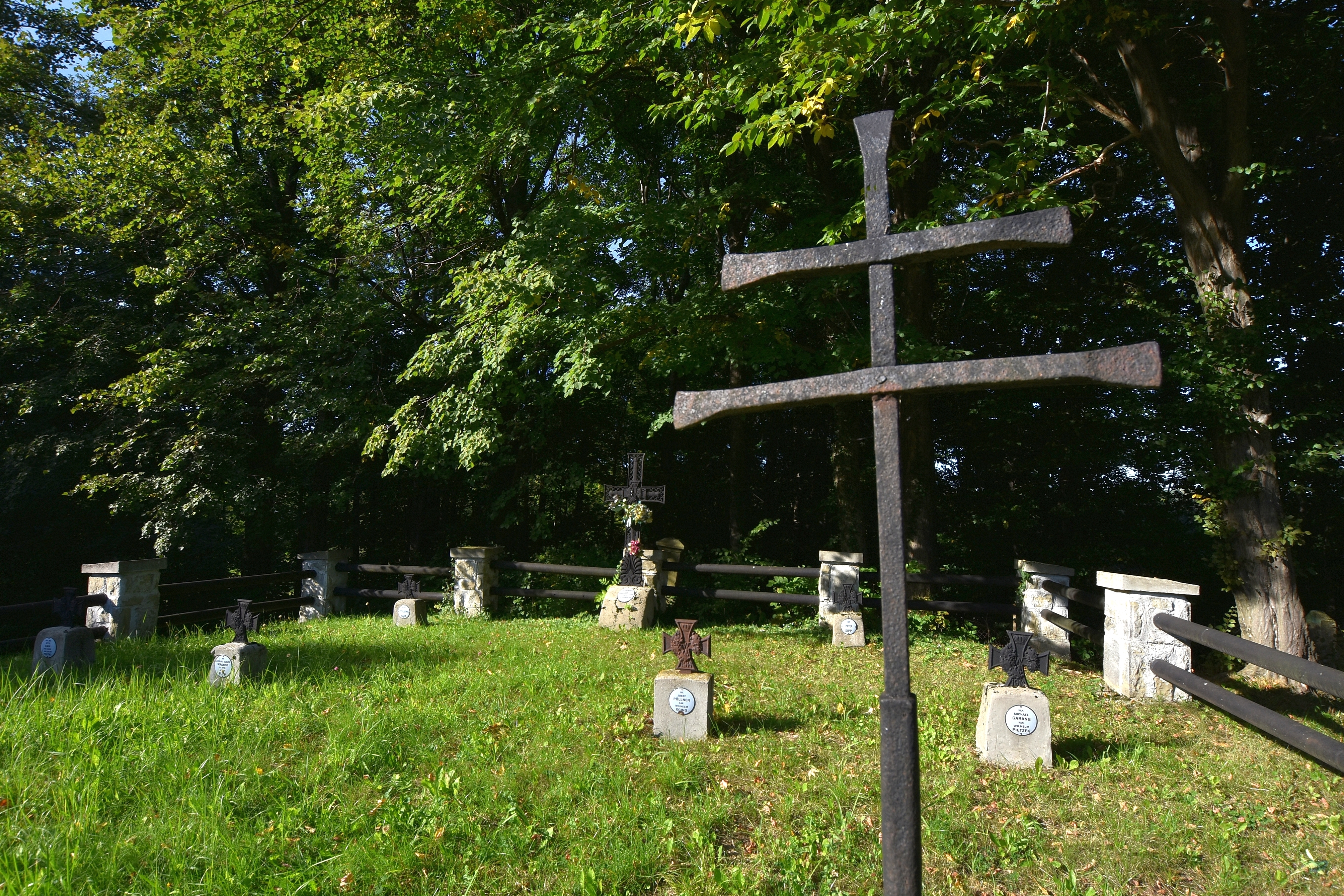
Fragment cmentarza